# ArmaLite AR-7
AR-7 Explorer je poloautomatická puška ráže .22 navržená Eugenem Stonerem a vyráběná americkou společností ArmaLite. Ve službě je od roku 1959, vychází z modelu AR-5 a je letectvem Spojených států používaná jako tzv. „zbraň pro přežití“ pro piloty a leteckou posádku.
Zbraň byla využívána i příslušníky izraelského letectva a v okamžiku svého zajetí v roce 1986 ji měl i izraelský zbraňový důstojník Ron Arad. V roce 2000 pak Izrael získal zbraň pohřešovaného letce výměnou za propuštění 52 arabských teroristů.
Jakožto "zbraň na přežití" pro civilní trh (řada Explorer) je zbraň rozložitelná a hlaveň, pouzdro závěru a dva zásobníky (10 nábojů) je možno vodotěsně uzavřít do plastové pažby. Díky nízké váze pak celá zbraň plave na vodě. Provedení pro armádu je zjednodušené, pažbu má pouze ocelovou trubku či drátěnou opěrku a o tuto výhodu tak přichází. Provedení zbraně je bohužel méně kvalitní, nepočítá se s větším pravidelným používáním. V praxi je lépe používat náboje vyšších výkonů (HV), při užití standardního střeliva není zaručena samonabíjecí funkce, což však v praxi obvykle příliš nevadí.  